# Вигрунд
Вигрунд (рус. Вигрунд) малена је каменита хрид у источном делу Финског залива Балтичког мора. Острвце се налази у северном делу Нарвског залива, на око 35 km северно од ушћа реке Нарве, односно на око 1,5 km западно од обале Кургаљског полуострва. Острво административно припада Кингисепшком рејону Лењинградске области Русије.
Острво има површину од свега 1 хектара и значајно је по бројним колонијама прстенастих фока које обитавају на његовим обалама. Острво је део заштићеног подручја Кургаљски резерват природе које се протеже на суседно Кургаљско полуострво и околну акваторију.
Једина вештачка грађевина на острву је светионик висине 20 m.